# Hans Iselin

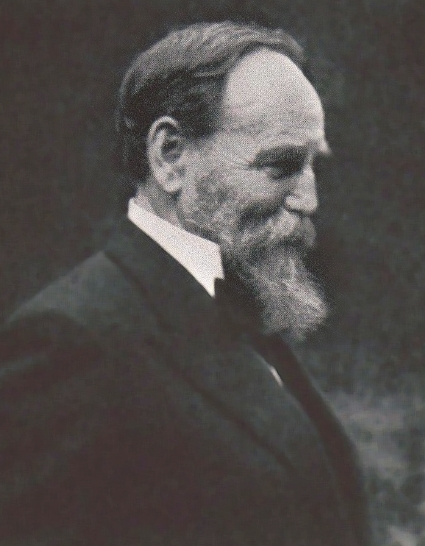
Hans Iselin-Haeger

Hans Iselin (* 21. Februar 1878 in Basel; † 23. November 1953 in Rickenbach, Baden-Württemberg) war ein Schweizer Chirurg, Orthopäde, Radiologe, Unfallmediziner und Hochschullehrer.

## Leben und Werk
Hans Iselin war ein Sohn des Architekten Jakob Albrecht Ferdinand Iselin (1843–1881) und der Anna, geborene Merian (1848–1932). Jakob Albrecht Ferdinand Iselin plante das Hotel Krafft.
Iselin studierte Medizin in Basel, Genf und Kiel. Seine wichtigsten Lehrer waren Otto Hildebrand, Eugen Enderlen, Fritz de Quervain, Gerhard Hotz und Max Wilms. In Berlin bildete er sich u. a. bei Paul Langerhans weiter. 
1906 heiratete er eine Tochter des Wilhelm Julius Haeger, die Künstlerin Gustava Iselin-Haeger. Zusammen hatten sie drei Kinder, davon die Tochter Faustina Iselin. 1916 kaufte die Familie an der Hackbergstrasse 49 ein Sommerhaus in Riehen.   
Von 1907 bis 1920 war er Leiter der chirurgischen Universitäts-Poliklinik in Basel. In diesen Jahren wurde ein Turnsaal für die physiotherapeutische Rehabilitation eingerichtet. 1912 erfolgte Iselins Habilitation für Chirurgie. Später war er Chefarzt am St. Clara-Spital in Basel. Zudem war er chirurgischer Konsiliarius am St. Elisabethen-Spital in Lörrach und von 1914 bis 1917 orthopädischer Konsiliararzt im Reserve-Lazarett Badenweiler (Prothetik, Behandlung von Wundinfekten). 1917 wurde er zum Extraordinarius mit Erteilung eines Lehrauftrages für Unfallmedizin an der Universität Basel ernannt.  
1919 eröffnete Iselin eine eigene chirurgisch-orthopädische Praxis. 1944 kam ein eigenes Röntgeninstitut hinzu. Beide Institute führte Iselin bis 1953. Zu seinen Forschungsthemen gehörten Röntgendiagnostik, Strahlentherapie, chirurgische, traumatologische und orthopädische Diagnostik und Therapie, Verlaufsstudien nach schweren Traumata sowie unfallmedizinische Begutachtung.

Iselin wurde 1937 an der Universität Basel zum Ordinarius ernannt, und ab 1946 hielt er Vorlesungen über die Orthopädie. Auf Iselins Initiative ging die Finanzierung aus eigenen Mitteln zur Gründung eines Instituts für Unfallmedizin in Basel hervor. Da er von der Universität Basel zu wenig Unterstützung erhielt, musste er das Projekt aufgeben. Jedoch entstanden in dessen Rahmen rund 50 Dissertationen, die auch publiziert wurden. 

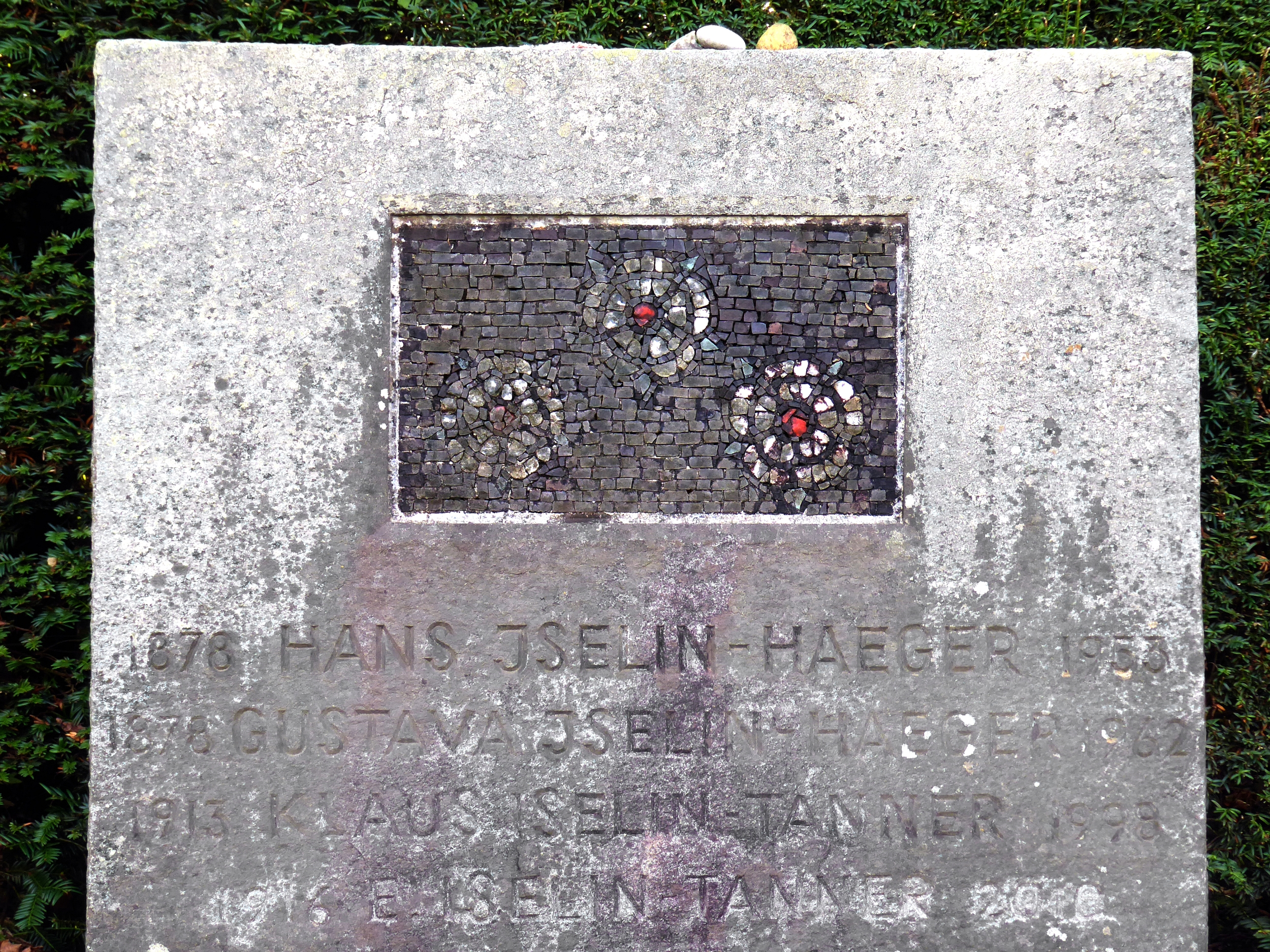
Familiengrab, Friedhof am Hörnli

 Iselin verfasste rund 100 Publikationen u. a. zu der Chirurgie, Orthopädie, Röntgenologie und vor allem zu unfallmedizinischen Themen. Besondere Beachtung fanden seine Publikation Messmethotik für unfallmedizinische Begutachtung von 1932 und die Monographie Die Amputation der oberen Extremität von 1940.
Iselin war Mitglied der Schweizerischen Gesellschaft für Chirurgie, der Schweizerischen Gesellschaft für Unfallmedizin und Berufskrankheiten und der Deutschen Gesellschaft für Unfallheilkunde, Versicherungs- und Versorgungsmedizin. 1927 wurde er zum korrespondierenden Mitglied der englischen Royal Society of Medicine ernannt.
1948 wurde er zum Ehrenmitglied der Schweizerischen Gesellschaft für Unfallmedizin und Berufskrankheiten ernannt (heute: Schweizerische Gesellschaft für Traumatologie und Versicherungsmedizin). Nach Iselin ist eine orthopädische Erkrankung bei Kindern kurz vor der Adoleszenz benannt, die Apophysitis metatarsi quinti (Morbus Iselin, Iselin’s Disease).
Der Hebelbund Lörrach verlieh Iselin 1950 den Hebeldankpreis. Seine letzte Ruhestätte fand Hans Iselin auf dem Friedhof am Hörnli.